# Сергей Алешков
Сергей Андреевич Алешков (Альошкин) (15 февруари 1936 г.; Грин, Западна област – 1 февруари 1990 г., Челябинск) – участник във Великата отечествена война, Най-малкият в историята син на полк, ученик на 142-ри гвардейски стрелкови полк от 47-а гвардейска стрелкова дивизия. Участва в битката при Сталинград, е най-младият защитник на Сталинград.

## Биография
Преди Великата отечествена война Серьожа Альошков живее със семейството си в горското село Грин (сега Уляновски район на Калужска област). Бащата на Сергей Альошков умира преди войната, оставяйки четири деца сираци – Иван, Андрей, Петър и най-малкото – Сергей.
Когато районът е окупиран от нацистите през есента на 1941 г., селото става база на партизанския отряд, а жителите му стават партизани, включително майката на Серьожа и десетгодишният му по-голям брат Петя, които са заловени от нацистите на една от задачите. След изтезания майката и братът са екзекутирани: Петя е обесен, а майката, която се опитва да спаси сина си, е застреляна от нацист. През август 1942 г. партизанската база в селото е нападната от нацистите. Жителите бягат, по време на което Сергей се губи. Няколко дни по-късно, в изтощено състояние, той е открит от разузнавачи на 142-ри гвардейски стрелкови полк от 47-ма гвардейска стрелкова дивизия и прехвърлен през фронтовата линия.
В местоположението на съветските войски Сергей смесва фамилното си име и се нарича Альошкин. На 8 септември 1942 г. той е официално осиновен от помощник-командира на 510-и гвардейски стрелкови полк. Михаил Данилович Воробьов, по това време все още бездетен и неженен. Счита се за най-малкия син на полка в историята на Великата отечествена война. В началото на ноември 1942 г. заедно с полка той идва под Сталинград. Там той спасява новия си баща, като извика помощ под обстрел и участва в изкопаването на затрупана землянка с командира на полка и няколко офицери. За това със заповед № 013 от 26 април 1943 г. е награден с медал „За бойна заслуга“.
По време на боевете Сергей Альошков е раняван няколко пъти и няколко пъти се озовава в ситуации с опасност за живота. В крайна сметка през 1944 г. по искане на командира Василий Чуйков той е изпратен от Полша в Тулското суворовско военно училище, където се оказва най-младият ученик. Въпреки че Сергей обича спорта, лошото здраве, нараняванията и навикът да пуши се усещат– той учи в Суворовското военно училище с трудности и в крайна сметка е изключен от военното училище по здравословни причини.
Сергей Альошков получава диплома по право в Харков и отива да живее и работи в Челябинск, където по това време живее приемното му семейство. Работил е като следовател в прокуратурата, след това като прокурор, а през последните години като юрисконсулт в Челябинския завод за плексиглас. Два пъти е женен и разведен.
Сергей Андреевич Альошков умира на 1 февруари 1990 г. от инфаркт на автобусна спирка на път за работа.

## Награди
- Медал „За военна заслуга“ (1943)
- Медал „За победата над Германия във Великата отечествена война 1941 – 1945 г.“ (1945)
- Орден на Отечествената война 1-ва степен (1985)

## Военно звание
- Гвардейски редник

## В културата
На 9 май 2019 г. се състои премиерата на филма „Солдатик“ (ролята на Серьожа Альошков се играе от Андрей Андреев).